# 피렌체 공항

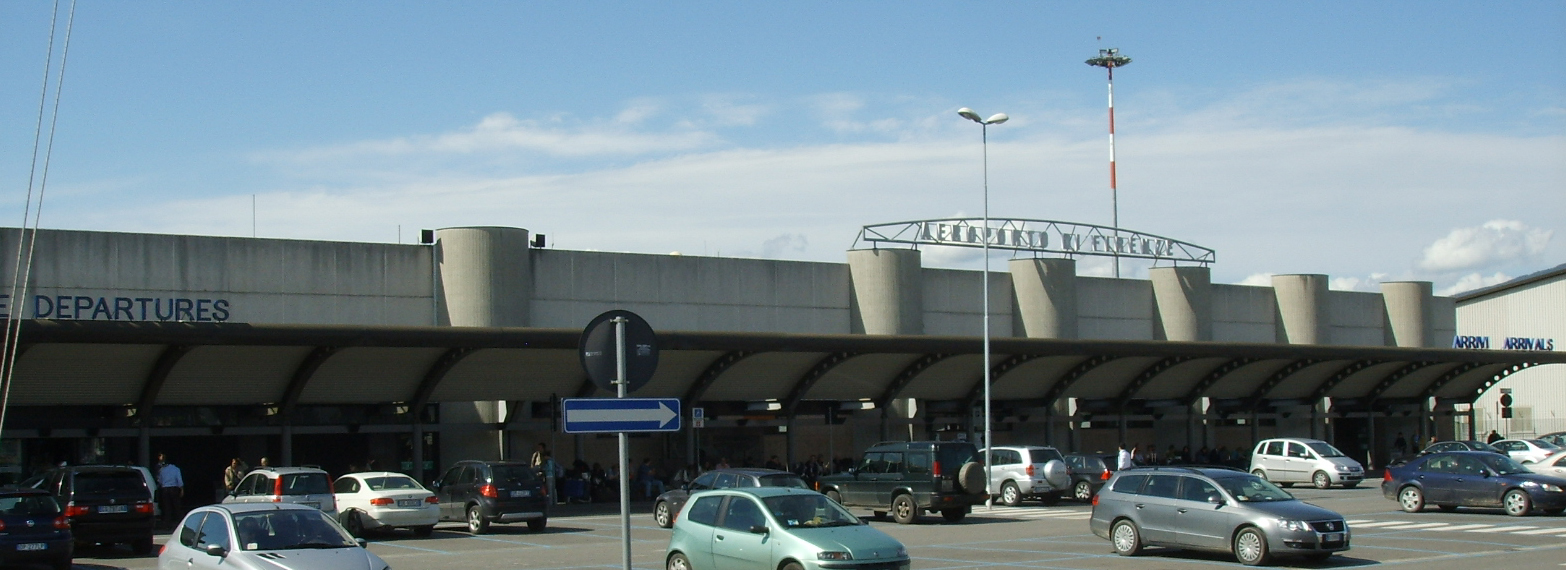

페레톨라 피렌체 공항(영어: Florence Airport, Peretola, IATA: FLR, ICAO: LIRQ, 이탈리아어: Aeroporto di Firenze-Peretola, 공식 이름: Amerigo Vespucci Airport)은 토스카나주의 주도인 피렌체의 국제공항이다. 승객 수 면에서 피사 국제공항에 이어 토스카나주에서 두 번째로 분주한 공항이다.